# Station Jaux
Station Jaux is een spoorwegstation in de Franse gemeente Jaux aan de spoorlijn Creil - Jeumont.

## Treindienst
| Serie | Treinsoort | Route                         | Bijzonderheden |
| ----- | ---------- | ----------------------------- | -------------- |
| C 14  | TER (SNCF) | Paris-Nord – Jaux – Compiègne |                |